# Vildcamping

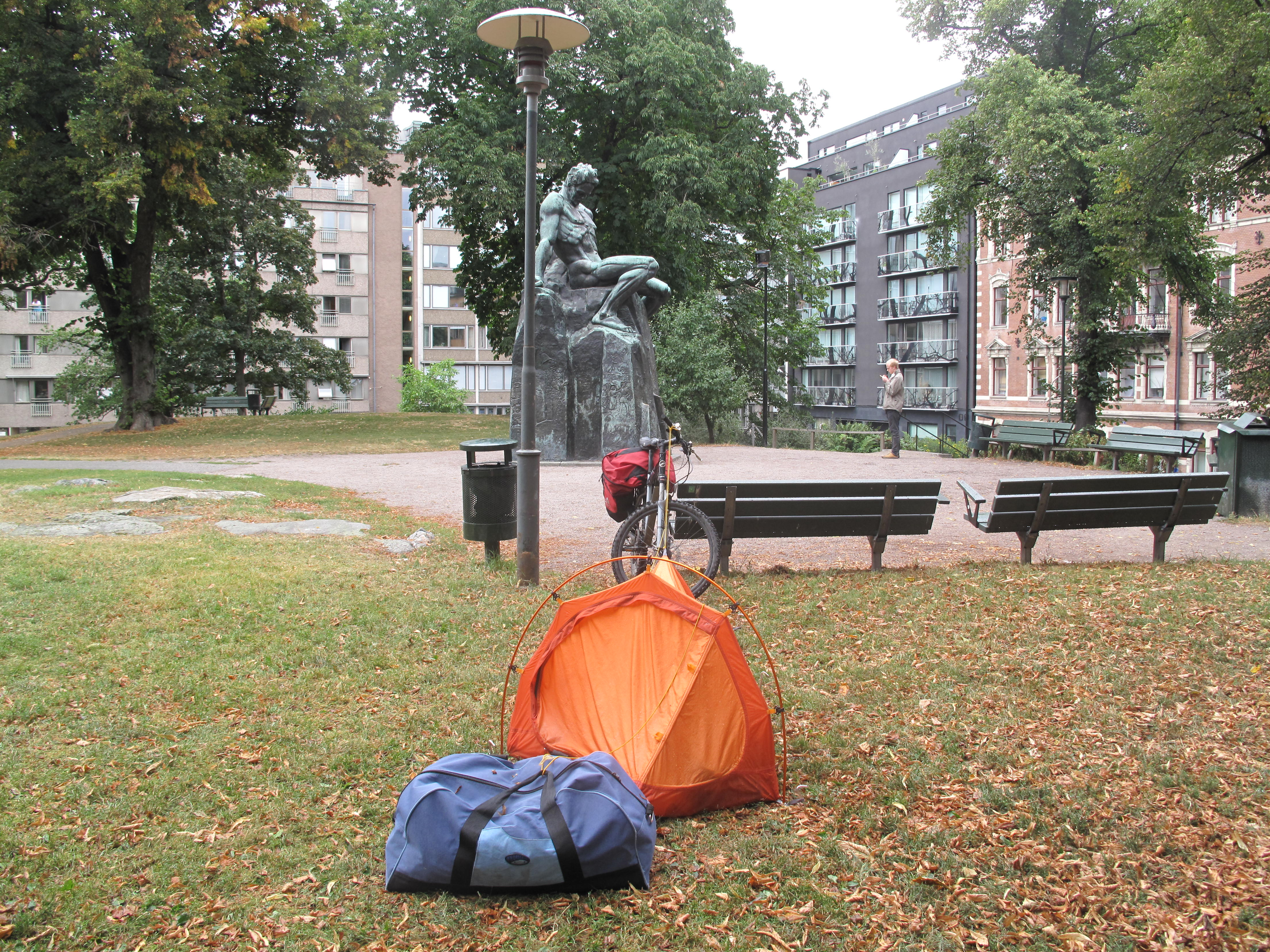
Vildcamping i Tegnérlunden i Stockholm.

Vildcamping eller vild camping (engelska: wild camping) är camping och övernattning utöver campingplatser och andra tillåtna platser att campa på. I Sverige avser det där allemansrätten inte gäller, exempelvis inom stadsplanerat område eller om camping förbjudits i den lokala ordningsstadgan. Även övernattning utan tält eller husvagn, exempelvis på en gräsmatta i en park räknas som vildcamping. I andra länder kan det även avse camping på landsbygden.
Vildcamping medför ofta nedskräpning och andra miljöproblem och är ett vanligt problem på populära turistorter. Då vissa campingplatser har en nedre åldersgräns för sina gäster är vildcamping särskilt vanligt bland ungdomar.